# George Dietz
George John Dietz, född 9 januari 1880 i Saint Louis, död 19 april 1965 i New York, var en amerikansk roddare.
Dietz blev olympisk guldmedaljör i fyra utan styrman vid sommarspelen 1904 i Saint Louis.